# Neunggok-dong, Goyang
Neunggok-dong (koreanska: 능곡동)  är en stadsdel i staden Goyang i  provinsen Gyeonggi i den nordvästra delen av Sydkorea, 17 km nordväst om huvudstaden Seoul. Den ligger i stadsdistriktet Deogyang-gu.